# Antonín Dvořák
Antonín Dvořák (født 8. september 1841 - død 1. maj 1904) var en tjekkisk komponist. 

## Musik
Dvořák er mest kendt for sine Slaviske danse,  cellokoncerten og for den sidste af sine ni symfonier (Fra den nye verden); men han komponerede i stort set alle genrer og skabte mesterværker i dem alle. F.eks. er han nok den væsentligste komponist af strygekvartetter mellem Franz Schubert og Béla Bartók. Dvořák integrerede i stor stil og med stor succes folkemusik i den klassiske musik. Han anses for at være den mest alsidige af de store tjekkiske komponister i 1800-tallet, og hans farverige, geniale og dramatiske symfonier og kammermusik afspejler karakteren i den folkelige tjekkiske musik. Hans musik blev hurtig populær over hele Europa og i USA, hvor han tilbragte tre år som lærer. Han efterlod sig mange ufærdige værker.

## Liv
Indtil han fyldte 32 år var han ansat som violinist ved Nationalteateret i Prag; derefter fik han et mindre krævende job for at få mere tid til at komponere. 

## Værker
- Ni symfonier,
- 14 strygekvartetter
- Fem symfoniske digtninge
- Fem ouverturer
- Symfoniske variationer: Karneval, Serenade for strygere opus 22 (1875)
- Slavisk dans opus 46 nr. 8 (1878)
- Sange min moder lærte mig / Zigeunersange opus 55
- Stabat Mater opus 58 (1877), Symfoni nr. 6 opus 60 (1880)
- Scherzo capriccioso opus 66 (1883)
- Slavisk dans opus 46 nr. 4 (1886)
- Klaverkvintet opus 81 (1887)
- Requiem, Op. 89, B. 165 (1890)
- Klavertrio nr. 4 opus 90 Dumky (1891)
- Symfoni nr. 9 opus 95 Fra den ny verden (1893)
- Ti bibelske sange opus 99 (1894)
- Cellokoncert opus 104 (1895)
- Operaer
  - Den snu bonde (1878)
  - Dimitrij (1882)
  - Jakobineren (1889)
  - Djævelen og Katinka (1899)
  - Rusalka (1900)
  - Armida (1904)
- Humoresker, Mazurka, Eclogues, Slaviske danse, Legender, Fra Böhmens skove, m.m.

Arien Sangen til månen fra Rusalka er blandt danskernes favorit indenfor opera.